# Waterzaknier
Waterzaknier (hydronefrose) is een geneeskundige aandoening: door ophoping en drukverhoging van urine (wanneer de afvoer belemmerd is) in het nierbekken wordt het nierbekken verwijd en wordt nierweefsel vernietigd. De oorzaak, de belemmerde afvoer, kan zowel in het nierbekken zelf (bijvoorbeeld door nierstenen) als in de urineleider (stenen of vernauwing), in de urineblaas of in de directe omgeving ervan (bijvoorbeeld een prostaat-aandoening) gelegen zijn. Verdere gevolgen zijn de nesteling van bacteriën in het nierbekken en dus het tot stand komen van een veelal chronische nierbekkenontsteking.